# Antarcturus strasseni
Antarcturus strasseni är en kräftdjursart som beskrevs av Brandt 1990. Antarcturus strasseni ingår i släktet Antarcturus och familjen Antarcturidae. Inga underarter finns listade i Catalogue of Life.